# Adenissus brachypterus
Adenissus brachypterus är en insektsart som beskrevs av Rauno E. Linnavuori 1973. Adenissus brachypterus ingår i släktet Adenissus och familjen Caliscelidae. Inga underarter finns listade i Catalogue of Life.